# 農業革命
農業革命（のうぎょうかくめい）とは、輪作と囲い込みによる農業生産向上とそれに伴う農村社会の構造変化を指す。特に言及がない場合は18世紀イギリスで起きたものを指すが、同様の現象は同時期の西ヨーロッパ全域で起きている。
カブなどの根菜と栽培牧草を特徴とする新農法であるノーフォーク農法は、従来の三圃制では地力回復のために避けられなかった休耕地を根菜栽培に置き換えて成功させ、一年を通じた農業生産が可能となった。これにより、特にイギリスでは、産業革命期の人口増加を下支えすることになった。
なお、トフラーは『第三の波』の中で、人類が約15000年ほど前の新石器時代に農耕を開始したことをもって「農業革命」（“agrarian revolution”の直訳）と呼んだが、これは社会構造が狩猟採集社会から農耕社会に切り替わったこと（新石器革命の一部）を示しており、歴史学で本来使われる農業革命（本項で述べる）とは別の概念である（詳細は「アルビン・トフラー」を参照）。

## 概要
農業革命にて導入された輪作は特にノーフォーク農法の名で知られる輪栽式農業が有名だが、軽土質地域以外では牧草栽培期間を長くした改良穀草式農法が採用された。どちらも小麦の他に、クローバー、サインフォイン、ライグラスなどの地力を回復させる性質を持った栽培牧草と家畜飼料となるカブ、ジャガイモなどを生産した。中世以来の三圃制では牧草の問題から一年を通じて家畜を飼育することは難しく、冬を前に屠殺し保存食料へと加工する必要があったが、カブなどの栽培によって冬期の飼料問題に制約されることなく、家畜を一年中飼育することが可能となった。冬期以外は牧草栽培地にて放牧を行い、家畜由来の肥料で地力の回復を図り、牧草の枯渇する冬期はカブなどを家畜に与えた。また、三圃制ではどうしても土地を休ませる必要が生じたが、輪栽式農法にせよ、改良穀草式農法にせよ、栽培牧草と放牧の相乗効果により、穀物、カブ、牧草と連続して土地を利用することが可能であった。このような新農法を行うためにはより集約された労働と広い耕作単位が必要であったため、従来の開放耕地と混在地制を排し、効率的な農地利用を行う囲い込みが進められた。

## 産業革命への影響
かつてはこの際に農村で職を失った農民が都市に流入し、工場労働者となったと言われたが、農業労働者の需要を劇的に減らす農業機械化はもっと後の話で、農業への家畜導入や農具の導入はもっと前の話である。したがって、現在では囲い込み後も以前と変わらないか、もしくはより多くの労働力が農作業に必要とされたことがわかっている。そのため、産業革命に必要な労働力は直接的に農村から移動したというよりも、むしろ農産力の上昇による全体的な人口増加、つまり都市内部での人口余剰が労働者を生んだと考えられている。なお、このような新農法導入と人口増加は同時期の西ヨーロッパ全体で広く見ることができたため、農業革命は産業革命の要因の一つであることは間違いないものの、イギリスで産業革命が起きたことの原因(農業革命による余剰人口が都市労働者化した)と見做すことはできない。

## 社会的影響
農業革命の結果、イギリスでは「三分割制」とよばれる土地制度が確立した。三分割制とは、大土地所有者である地主、地主から土地を借り受けた借地農、借地農に雇われる農業労働者からなる制度である。地主はイギリス各地に複数の領地を持つことが多かったため、直接農業経営に参画することはほとんどなくなっていた。そこで借地農が地主から土地を借り受け、農業労働者を雇い上げ耕作を行った。このような借地農はしばしば農業資本家とも見做される。